# Danium
| ❮ | System          | Serie    | Stufe      | ≈ Alter (mya) |
| ❮ | später          | später   | später     | jünger        |
| - | --------------- | -------- | ---------- | ------------- |
| ❮ | P a l ä o g e n | Oligozän | Chattium   | 23,03 ⬍ 28,1  |
| ❮ | P a l ä o g e n | Oligozän | Rupelium   | 28,1 ⬍ 33,9   |
| ❮ | P a l ä o g e n | Eozän    | Priabonium | 33,9 ⬍ 38     |
| ❮ | P a l ä o g e n | Eozän    | Bartonium  | 38 ⬍ 41,3     |
| ❮ | P a l ä o g e n | Eozän    | Lutetium   | 41,3 ⬍ 47,8   |
| ❮ | P a l ä o g e n | Eozän    | Ypresium   | 47,8 ⬍ 56     |
| ❮ | P a l ä o g e n | Paläozän | Thanetium  | 56 ⬍ 59,2     |
| ❮ | P a l ä o g e n | Paläozän | Seelandium | 59,2 ⬍ 61,6   |
| ❮ | P a l ä o g e n | Paläozän | Danium     | 61,6 ⬍ 66     |
| ❮ | früher          | früher   | früher     | älter         |

Das Danium (auch verkürzt Dan oder selten dänische Stufe) ist in der Erdgeschichte die unterste chronostratigraphische Stufe des Paläozäns und damit auch die basale Stufe des Paläogens. Sie wird zudem mit dem Unteren Paläozän gleichgesetzt. In absoluten Zahlen ausgedrückt (geochronologisch), repräsentiert die Stufe den Zeitraum von etwa 66 Millionen Jahren bis etwa 61,6 Millionen Jahren. Bis vor wenigen Jahren wurde die Kreide/Paläogen-Grenze noch mit 65 Millionen Jahren angegeben; dies ist nach der neuesten Korrelation von Chronostratigraphie und Geochronologie überholt. Das Danium folgt auf das Maastrichtium, die höchste Stufe der Kreide, und wird vom Seelandium abgelöst. Das Danium wurde früher auch zur Kreide gerechnet.

## Namensgebung und Geschichte
Das Danium ist nach dem lateinischen Namen Dänemarks benannt. Er wurde vom schweizerischen Geologen Pierre Jean Édouard Desor 1847 vorgeschlagen.

## Definition und GSSP
Die Basis des Daniums ist mit der Iridium-Anomalie der Kreide-Paläogen-Grenze sehr gut definiert. Das Ende der Stufe ist dagegen noch nicht endgültig festgelegt worden. Die Grenze des Daniums zum Seelandium liegt innerhalb der recht kurzen Magnetpolaritäts-Chronozone C27r. Das Referenzprofil (GSSP = Global Stratotype Section and Point) für die Basis des Daniums wurde jedoch für die Lokalität El Kef in Tunesien festgelegt.

## Kreide oder Tertiär
Im Dan setzte sich im mittel- und westeuropäischen Kreidebecken die Ablagerung kreideartiger Gesteine fort, so dass sich lithologisch kaum Unterschiede zu den Ablagerungen des Maastrichtium zeigen. Dies war die Ursache für die anfängliche Zuordnung des Daniums in die Kreide. Deutliche Unterschiede bei den Artzusammensetzungen und insbesondere die Entdeckung der Kreide-Paläogen-Grenze als markantem Grenzhorizont führten schließlich zur Umgruppierung als älteste Stufe des Tertiärs (heute Paläogens).